# Нове-Мястечко (гмина)
Нове-Мястечко (пол. Nowe Miasteczko) — гмина (волость) в Польше, входит как административная единица в Новосольский повет, Любушское воеводство. Население — 5487 человек (на 2004 год).

## Сельские округа
1. Борув-Польски
2. Борув-Вельки
3. Голашин
4. Конин
5. Милакув
6. Нецеч
7. Попеншице
8. Реюв
9. Шиба
10. Жукув

## Соседние гмины
1. Гмина Бытом-Оджаньски
2. Гмина Кожухув
3. Гмина Негославице
4. Гмина Нова-Суль
5. Гмина Шпротава